# Epilobium clavatum
Epilobium clavatum är en dunörtsväxtart som beskrevs av Trelease. Epilobium clavatum ingår i släktet dunörter, och familjen dunörtsväxter. Inga underarter finns listade i Catalogue of Life.

## Bildgalleri

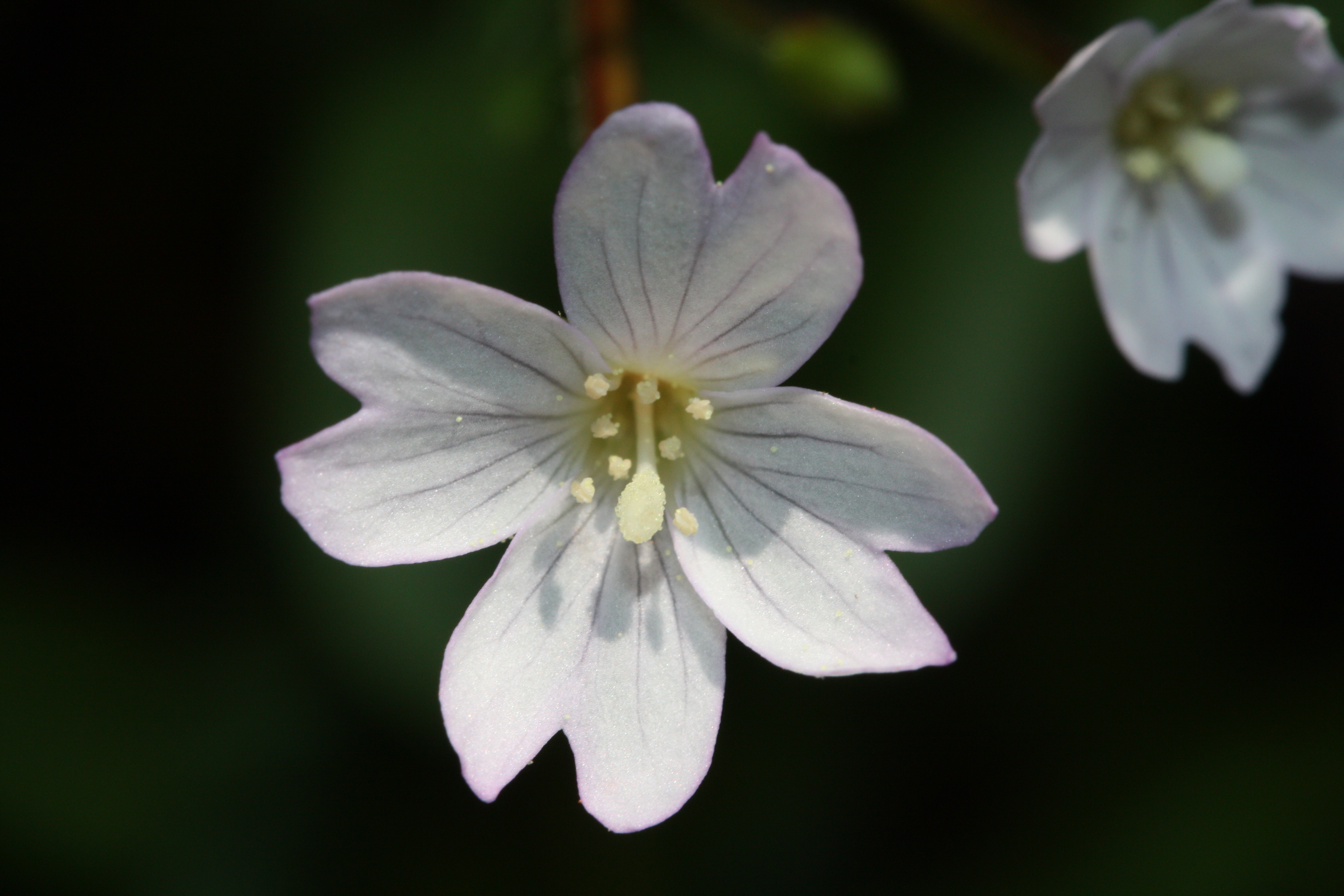
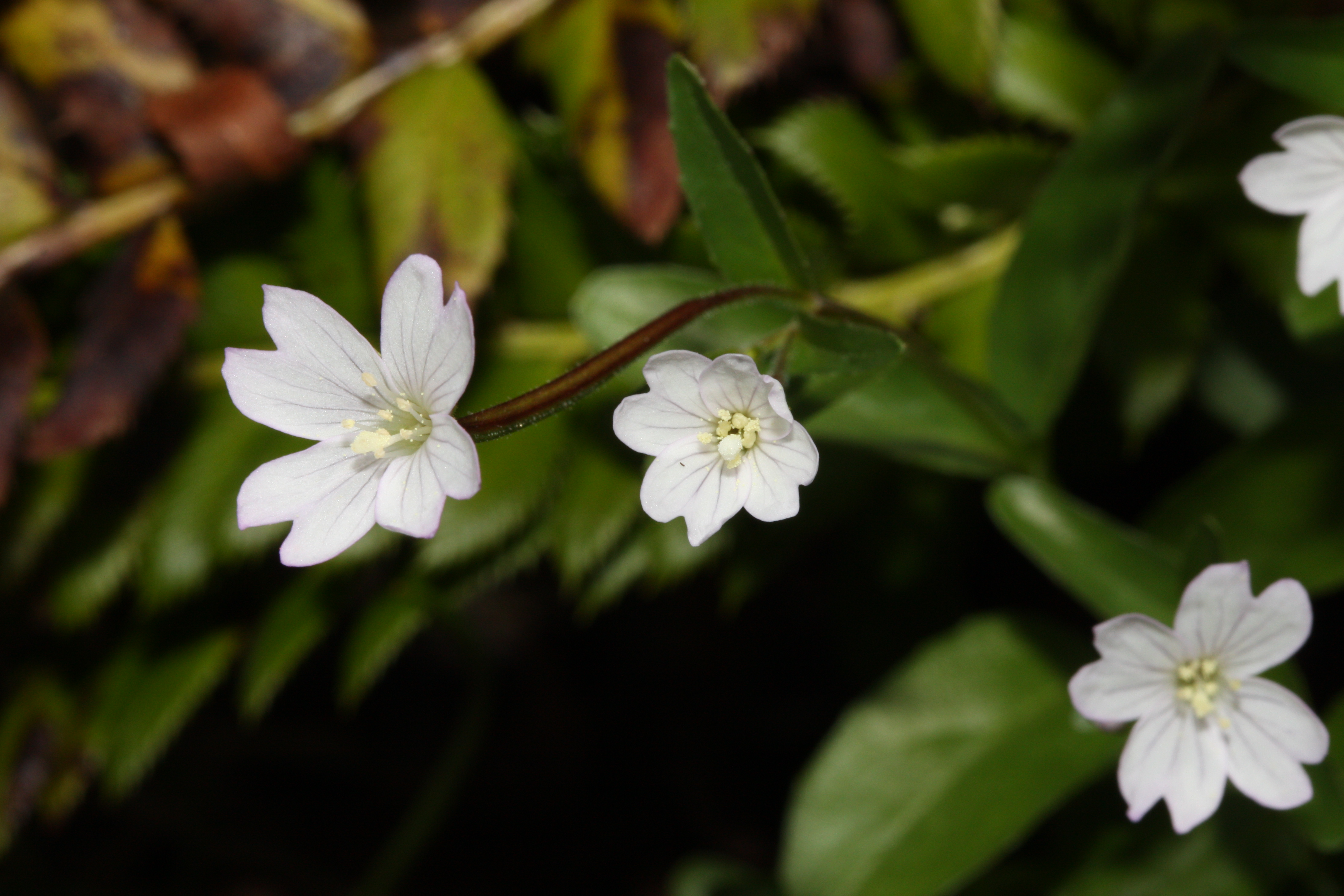
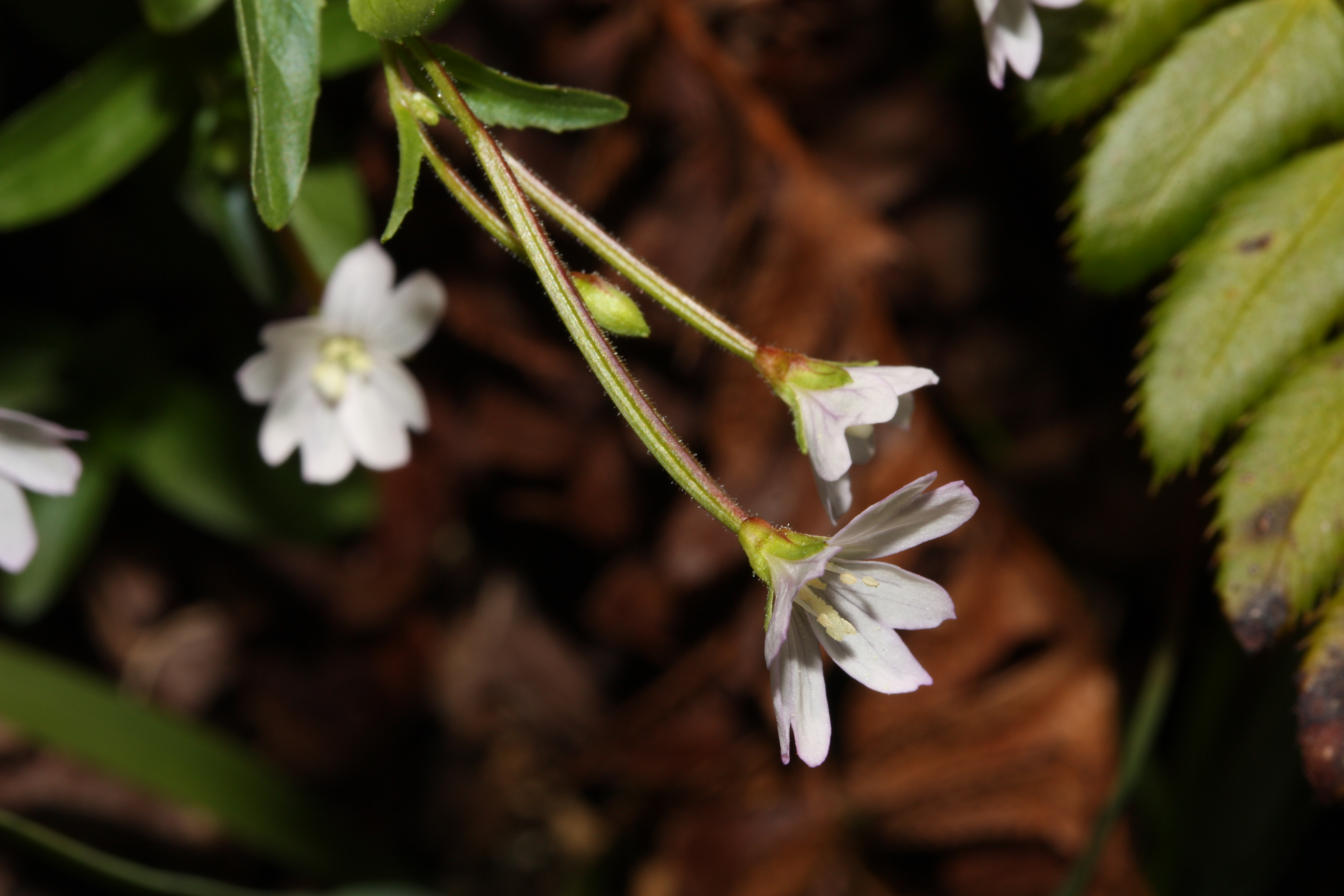
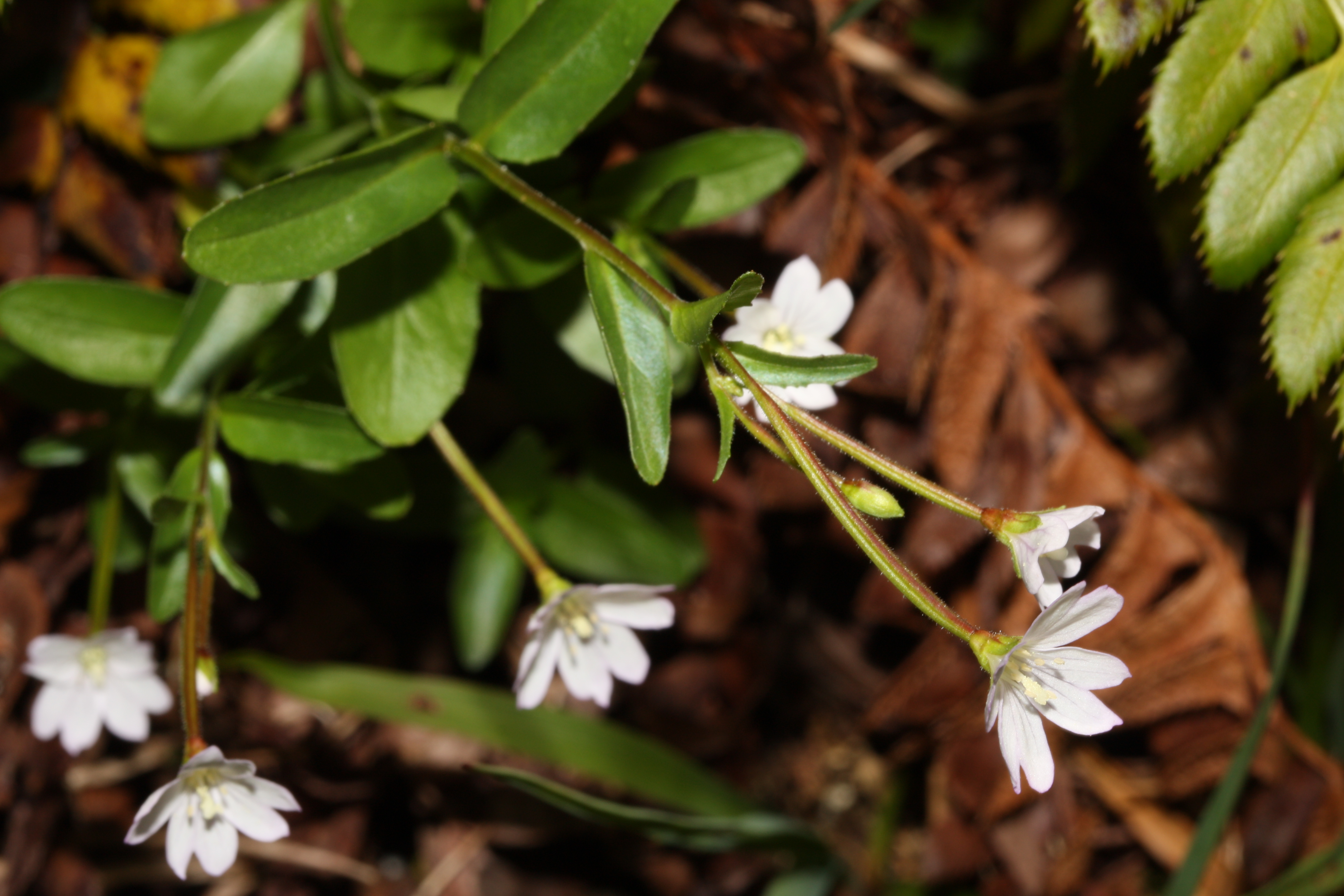
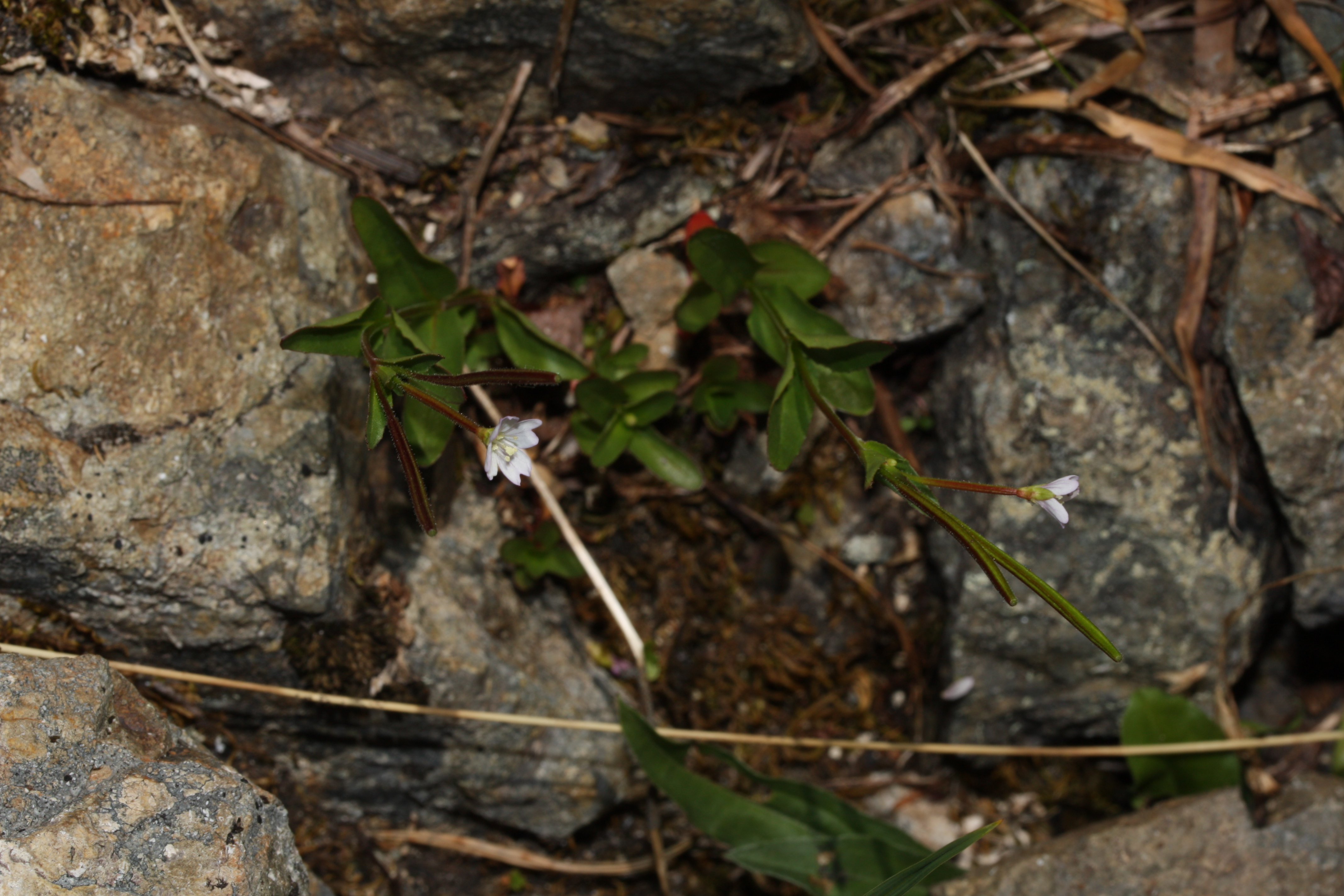
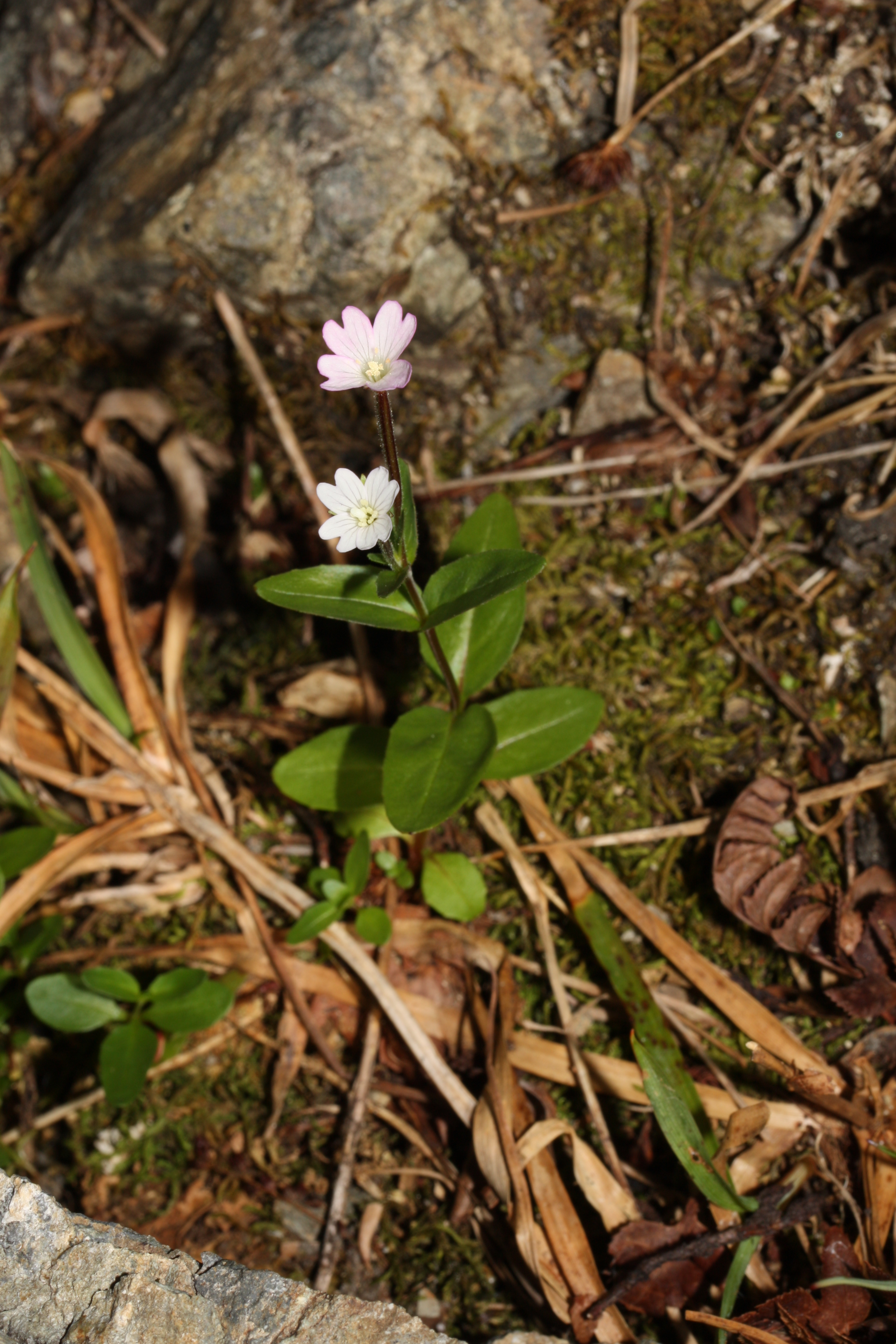